# Falkvåltjärnarna (Storsjö socken, Härjedalen, 698037-135558)
Falkvåltjärnarna är en sjö i Bergs kommun i Härjedalen och ingår i Ljungans huvudavrinningsområde.